# Миротице
Миротице (чеш. Mirotice) град је у Чешкој Републици. Град се налази у управној јединици Јужночешки крај, у оквиру којег припада округу Писек.

## Становништво
Према подацима о броју становника из 2014. године град је имао 1.194 становника.

## Личности
- Миколаш Алеш, чешки сликар